# Lugaid I mac Conroi
Lugaid I mac Conroi – legendarny król Munsteru z rodu Clanna Dedad, syn herosa i króla Munsteru Curoi mac Daire oraz Blaithine, córki Conchobara III mac Nessa, króla Ulsteru.
Prawdopodobnie objął tron po swym ojcu Cú Roí. Rządził zapewne w zachodnim Munsterze. W źródłach jest wymieniany obok Eochaida I mac Luchta, innego króla Munsteru, rządzącego zapewne północną częścią. Był współczesny Conchobarowi III mac Nessa, królowi Ulsteru (11 p.n.e.-30 n.e.). Zabójca słynnego bohatera Cuchulainna. Zginął z ręki Conalla Cernacha. Saga „Táin Bó Flidais” opowiada, że poślubił córkę Oiliolla i Medb, władców Connachtu.